# Nagy László (táborszernagy)
Alsó-szopori báró Nagy László (Vukovár, 1803. június 23. – Graz, 1872. szeptember 13.) táborszernagy, valóságos belső titkos tanácsos.

## Élete
1816. május 17-én lépett a bécsújhelyi nevelőintézetbe és 1823. november 19-én a 11. számú vadászzászlóaljban hadnaggyá nevezték ki. Fokonként előléptetve, 1847. február 8-án alezredes, 1848. augusztus 18-án ezredes lett. Többnyire a vezérkarnál tett szolgálatot mint főnök az I. hadtestnél, midőn az olaszországi hadjárat alkalmával az ő haditervei voltak a főirányadók különösen a Pavia körüli működésnél. Több olaszországi ütközetben vett részt és a legfényesebb diadalt Santa Lucianál vívta ki és ekkor nyerte a Lipót-rendet a lovagkereszttel, később pedig a katonai érdemkeresztet a hadi dísszel. Midőn Bologna és Ancona ostrománál kitüntette magát, a II. osztályú vaskoronarendet kapta. 1854. december 17-én bárói rangra emelte a felség. Azon év november 5-én az újonnan alapított törzstiszti iskola igazgatójának nevezték ki. 1857. február 28-án altábornagy lett. Az 1859 májusi hadjárat alatt Dalmáciában polgári és katonai helytartó-helyettese volt, ahol azon év augusztusáig maradt. 1860. február 17-én a 70. ezred parancsnoka lett. Később őt bízták meg a honvédség kialakításával és Bécs megerősítésével. Később leginkább katonai és történelmi tudományoknak szentelte idejét. Mint táborszernagy hunyt el.
Munkálatai nagy számmal kéziratban maradtak, ezek közül legnevezetesebb a birodalmi tanácshoz benyújtott emlékirata, melyben a vasutaknak stratégiai szempontból való fontosságát, úgyszintén a hadi flottát és a birodalom erődítéseit hangsúlyozta.